# Linde (řeka)
Linde nebo Linďa (rusky Линде nebo Линдя, jakutsky Лииндэ) je řeka v Jakutské republice v Rusku. Je dlouhá 804 km. Povodí řeky má rozlohu 20 000 km².

## Průběh toku
Pramení na východě Středosibiřské pahorkatiny. Na horním toku překonává mnohé peřeje. Níže pokračuje přes Středojakutskou nížinu, kde je její tok velmi členitý. Ústí zleva do Leny.

### Přítoky
zleva – Sebirďoch, Serki, Dělingde

## Vodní režim
Zdrojem vody jsou sněhové a dešťové srážky. Zamrzá na začátku října a rozmrzá ve druhé polovině května.